# Ilkka Heikkinen
Ilkka Heikkinen (* 13. November 1984 in Rauma) ist ein finnischer Eishockeyspieler, der seit Mai 2016 bei TPS Turku aus der Liiga unter Vertrag steht.

## Karriere
Ilkka Heikkinen begann seine Karriere als Eishockeyspieler in seiner Heimatstadt in der Nachwuchsabteilung von Lukko Rauma, für dessen Profimannschaft er von 2003 bis 2007 in der SM-liiga aktiv war. Zuvor kam er bereits als Leihspieler für Uudenkaupungin Jää-Kotkat in der Saison 2002/03 in der zweitklassigen Mestis zu 18 Einsätzen, bei denen er zwei Tore erzielte und drei Vorlagen gab. Auch in der Saison 2003/04 spielte der Verteidiger parallel zum Spielbetrieb mit Lukko in der Mestis für TuTo Hockey und die finnische U20-Nationalmannschaft. 
Von 2007 bis 2009 stand Heikkinen für den HIFK Helsinki in der SM-liiga auf dem Eis. Beim Hauptstadtclub konnte er sich kontinuierlich entwickeln und war in der Saison 2007/08 mit 26 Assists in der Hauptrunde der beste Vorlagengeber unter den Verteidigern der höchsten finnischen Spielklasse. Daraufhin wurden die New York Rangers aus der National Hockey League auf ihn aufmerksam. Für diese lief er in der Saison 2009/10 in sieben Spielen auf, in denen er punkt- und straflos blieb. Die gesamte restliche Spielzeit verbrachte der finnische Nationalspieler bei deren Farmteam, dem Hartford Wolf Pack aus der American Hockey League, für das er in 72 Spielen 38 Scorerpunkte erzielte.
Für die Saison 2010/11 wurde Heikkinen vom HK Sibir Nowosibirsk aus der Kontinentalen Hockey-Liga verpflichtet. Ein Jahr später kehrte er nach Schweden zurück und wurde von Aufsteiger Växjö Lakers Hockey unter Vertrag genommen. In der Saison 2011/12 war er mit 18 Treffern der erfolgreichste Verteidiger in der schwedischen Elitserien. Heikkinen unterschrieb im Frühling 2012 einen Zweijahresvertrag beim HC Lugano und spielt fortan in der Schweizer National League A. Insgesamt sammelte er dabei 53 Scorerpunkte in 94 NLA-PArtien, ehe er im Juni 2014 in die KHL zurückkehrte und von Salawat Julajew Ufa für zwei Jahre verpflichtet wurde. Nach Ablauf der Saison 2014/15 verließ er den Klub jedoch und kehrte zu den Växjö Lakers zurück.

### International
Für Finnland nahm Heikkinen 2008 und 2012 an der Euro Hockey Tour teil. Dabei erzielte er in acht Spielen einen Assist und erhielt vier Strafminuten.

## Erfolge und Auszeichnungen
- 2008 Meiste Vorlagen aller Verteidiger der SM-liiga

- 2018 Juha-Rantasila-Trophäe

## Karrierestatistik
(Legende zur Spielerstatistik: Sp oder GP = absolvierte Spiele; T oder G = erzielte Tore; V oder A = erzielte Assists; Pkt oder Pts = erzielte Scorerpunkte; SM oder PIM = erhaltene Strafminuten; +/− = Plus/Minus-Bilanz; PP = erzielte Überzahltore; SH = erzielte Unterzahltore; GW = erzielte Siegtore; 1 Play-downs/Relegation; Kursiv: Statistik nicht vollständig)